# Cantón de La Mothe-Saint-Héray
El cantón de La Mothe-Saint-Héray era una división administrativa francesa, que estaba situada en el departamento de Deux-Sèvres y la región de Poitou-Charentes.

## Composición
El cantón estaba formado por ocho comunas:
- Avon
- Bougon
- Exoudun
- La Couarde
- La Mothe-Saint-Héray
- Pamproux
- Salles
- Soudan

## Supresión del cantón de La Mothe-Saint-Héray
En aplicación del Decreto n.º 2014-176 de 18 de febrero de 2014, el cantón de La Mothe-Saint-Héray fue suprimido el 22 de marzo de 2015 y sus 8 comunas pasaron a formar parte del nuevo cantón de Celles-sur-Belle.